# Граниковка
Граниковка (каз. Граниковка) — село в Сандыктауском районе Акмолинской области Казахстана. Входит в состав сельского округа Лесной. Код КАТО — 116449300.

## География
Село находится на реке Жыланды в западной части района в 16 км на запад от центра района села Балкашино, в 8 км на юго-запад от центра сельского округа села Лесное.

### Улицы[2]
- ул. Центральная.

### Ближайшие населённые пункты
- село Быстримовка в 4 км на юге,
- село Речное в 4 км на севере,
- село Лесное в 8 км на северо-востоке,
- село Жиланды в 12 км на юго-западе,
- село Новокронштадка в 16 км западе,
- село Приозёрное в 22 км на северо-западе.

## Население
В 1989 году население села составляло 218 человек (из них русских 100%).
В 1999 году население села составляло 151 человек (74 мужчины и 77 женщин). По данным переписи 2009 года в селе проживало 100 человек (47 мужчин и 53 женщины).
| Численность населения | Численность населения | Численность населения |
| 1989                  | 1999                  | 2009                  |
| --------------------- | --------------------- | --------------------- |
| 218                   | ↘151                  | ↘100                  |